# Монте-Реал
Монте-Реал (порт. Monte Real)  —  район (фрегезия) в Португалии,  входит в округ Лейрия. Является составной частью муниципалитета  Лейрия. По старому административному делению входил в провинцию Бейра-Литорал. Входит в экономико-статистический  субрегион Пиньял-Литорал, который входит в Центральный регион. Население составляет 2778 человек на 2001 год. Занимает площадь 12,23 км².
Покровителем района считается Иоанн Креститель (порт. São João Baptista). 